# Giuseppe Parini
Giuseppe Parini (Bosisio, Lecco, 23 de mayo de 1729 - Milán, 15 de agosto de 1799) fue un poeta italiano. Hijo de un modesto comerciante de seda, comenzó sus estudios bajo la tutela de su párroco, pariente de su madre. En su honor, el municipio de Bosisio cambió su nombre a Bosisio Parini.

## Infancia y juventud
A los diez años le enviaron a estudiar al Liceo Clásico Césare Beccaria de Milán (entonces llamado Escuela Arcimbolde) donde convivió con una anciana tía que a los dos años murió dejándole una pequeña renta, con la condición de que, una vez ordenado sacerdote, dijese una misa por ella todos los días.
En 1752 Parini publicó Algunas poesías de Ripano Eupilino (Eupili es el nombre antiguo del lago de Pusiano), lo que le dio una cierta notoriedad. En 1754, aunque no muy convencido, pronunció los votos religiosos, siendo admitido posteriormente en la Academia de los Transformados.
Mientras tanto, habían llegado a Milán sus padres en condiciones económicas precarias, y la situación se agravó cuando, tras morir su padre, tuvo que hacerse cargo de su madre. Parini entonces se puso a trabajar como copista de actas judiciales y como preceptor de familias nobles. En 1754 entró como preceptor en la casa de los duques de Serbelloni, donde tuvo ocasión de contemplar el espectáculo decadente de la aristocracia. Durante esos años compuso sus primeras odas: La vida rústica, La salubridad del aire y La impostura.

## Eldiálogo entre muertos
Participando de lleno en las discusiones y polémicas que acompañaron la implantación del iluminismo en Italia, compuso en 1757 el Diálogo sobre la nobleza que, por su tema satírico y la composición innovadora aunque no revolucionaria, es un preludio de su obra Mañana de 1763, primera parte de su obra maestra, el poema El día. El tono de esta obra es a veces crudo, resentido, en línea con la tradición didáctica y moralista. 
El diálogo es entre dos muertos (un noble y un poeta) y se desarrolla en una tumba. Parini recuerda que el origen y el fin de los hombres es idéntico para todos, no cuentan los antepasados famosos que han hecho grande su apellido con violencias y engaños, ni siquiera aunque hayan sido personas verdaderamente dignas de alabanza, nada pueden aportar a la nobleza de sus descendientes, sólo importa cómo haya vivido cada uno. Parini auspicia una nobleza privada de prejuicios, vicios y de su acostumbrado parasitismo, capaz de ser una auténtica aristocracia fundamentada en la cultura. En 1762, a causa de una discusión con la duquesa, Parini tuvo que abandonar su puesto de preceptor.
Su difícil situación económica mejoró cuando, en 1763, tras la publicación de Mañana, el conde Imbonati le encomendó la educación de su hijo Carlo (compañero de Giulia Beccaria, madre de Alessandro Manzoni, el cual le dedicaría el canto A la muerte de Carlo Imbonati en 1806). A su vez, el conde Firmian, plenipotenciario austriaco en Lombardía, comenzó a protegerlo al intuir la potencialidad de su poesía, la cual daba voz a las fuerzas más dinámicas de la sociedad.
En 1765 publica El mediodía como segunda parte y continuación de El día. En 1768 el conde Firmian lo nombra poeta oficial del Teatro Regio Ducal de Milán, para el cual Parini escribe el texto del libreto de dos fiestas teatrales, la Amorosa incostanza y la Iside salvata, y la serenata pastoral Ascanio in Alba, musicada posteriormente por Mozart y representada por primera vez en dicho teatro el 17 de octubre de 1771.

## LasOdas

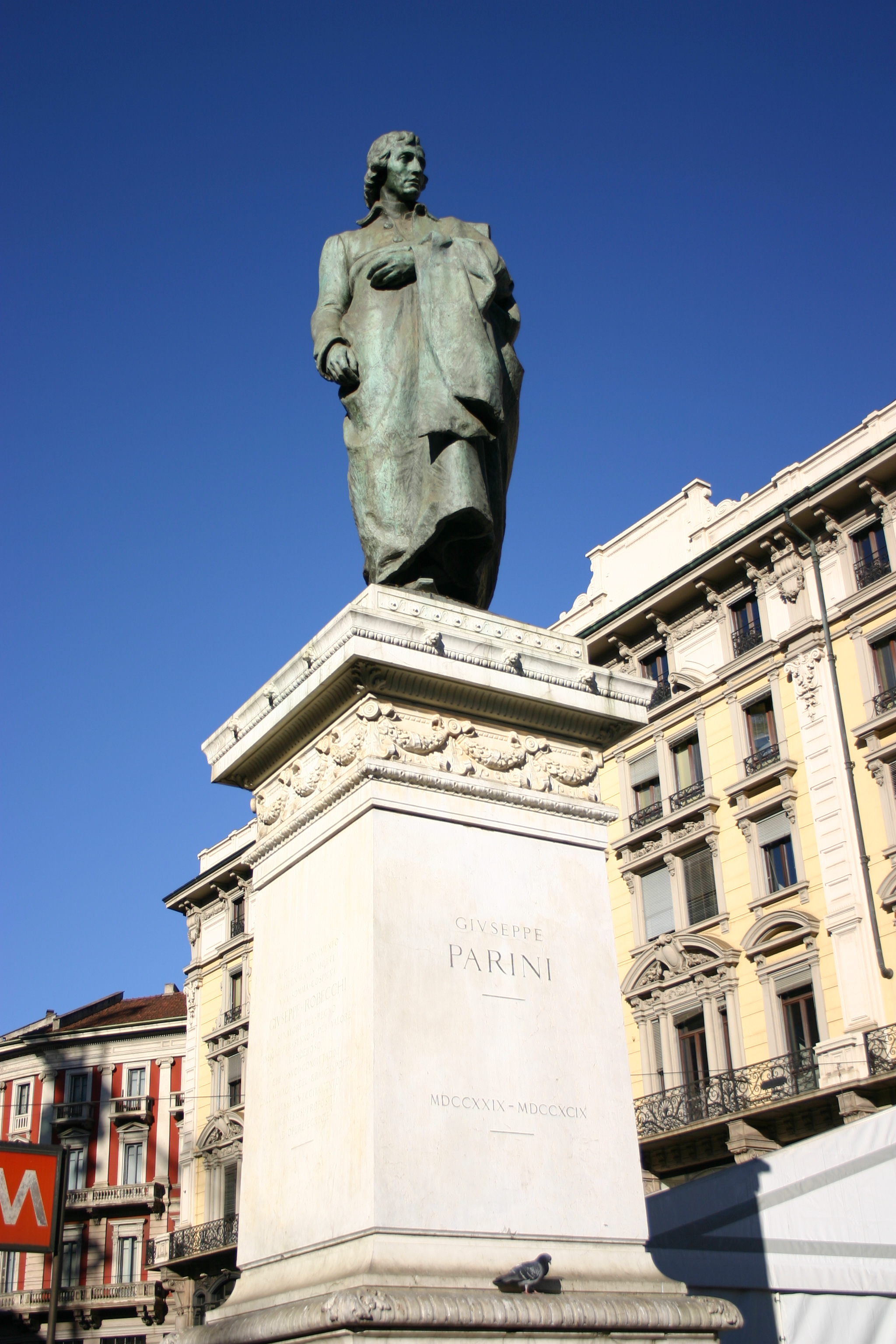
Monumento en Milán.

De la traducción de Parini del Mithridate de Jean Racine, Mozart musicalizó, sobre la base del libreto recogido por Vittorio Amadeo Cigna-Santi, la obra homónima, representada por primera vez siempre en el Teatro Regio Ducal el 26 de diciembre de 1770.
En 1769 Parini fue nombrado director de la "Gaceta de Milán" y profesor de letras en la Escuela Palatina, donde comenzó a enseñar en 1770. Cuando se trasladaron al Palacio de Brera, el poeta fue nombrado superintendente de la escuela. Al mismo tiempo, Parini se dedicaba a completar su obra El día (tenía que incluir también la "tarde", que posteriormente dividiría en Vísperas y Noche) sobre la cual realizaba continuas correcciones y añadidos.
Continuaba también con la composición, iniciada en 1757, de las Odas (diecinueve), inspiradas en las ideas de la Ilustración y de marcado tono educativo. En 1791 salía la primera recopilación; la segunda edición, aumentada, se publicó en 1795. Estas odas son un canto a la honestidad, a la recta conciencia moral, al amor por una vida digna y simple; es decir, a los ideales civiles y humanitarios presentes en El día. La moralidad de Parini es de largo alcance, nunca atemoriza, siempre es tolerante y serena pues, a pesar de su origen clerical, tiene más carácter ilustrado (naturaleza y razón) que cristiano. Parini admira sinceramente la belleza femenina y alimenta sentimientos tiernos y humanos, permaneciendo siempre fiel a sus votos religiosos.

## El do
Junto a sus odas sociales y civiles e inspirado en la belleza femenina más que en el amor, El don contiene el germen del sentimiento mítico y eterno de la belleza femenina que posteriormente sería retomado por Ugo Foscolo. El mensaje de 1793, oda compuesta cuando el poeta era ya un anciano, es su último y melancólico himno a la belleza. Parini, con la mirada nostálgica de la vejez que contempla la juventud, expresa la añoranza por la belleza y el amor ahora ya lejanos en el recuerdo. 
La Revolución francesa tuvo sobre el autor un efecto doble y en apariencia contradictorio; por una parte Parini estaba totalmente a favor de los principios de igualdad y libertad que ésta promovía, pero al mismo tiempo era un hombre moderado, que odiaba los excesos. En 1796, durante la ocupación francesa, fue nombrado miembro del ayuntamiento de Milán, pero su moderación hizo que pronto fuera apartado de su cargo. Enferma entonces de las piernas, al mismo tiempo que las cataratas le dejan prácticamente ciego. En esos momentos había mucha expectación por la tercera parte de El día, la cual Parini se resistía a publicar, no solo por razones literarias, sino también porque le parecía poco conveniente atacar literariamente a una clase social sobre la que en ese momento se volcaba toda la violencia revolucionaria. Tras morir en 1799, los poemas Vísperas y La Noche fueron publicadas póstumamente por su aliado y amigo Reina en 1801.

## La poesía
Parini supo conciliar la admiración espontánea por la vida elegante y fastuosa de su tiempo con la necesidad de una vida simple, digna y guiada por el deber cumplido con responsabilidad. Su obra contribuyó a la formación de la conciencia social italiana, proponiendo una renovación moral que hiciera posible la renovación política.
Parini consideraba que había que disciplinar la inspiración, dirigirla hacia lo útil y verdadero, puliendo la forma del verso para hacerlo instrumento dúctil que se corresponda perfectamente con el pensamiento, evitando la rima fácil que envilece el registro poético e intentando aunar imágenes y palabras. Como poeta estuvo entre los primeros en apreciar los méritos de los poetas de la Academia de la Arcadia de Roma que, al comienzo del siglo, combatieron la ignorancia y el mal gusto estimulando una crítica válida.
El carácter culto y elevado de su poesía, aunque impidió grandemente su popularidad, dejó un gran legado espiritual al siglo XIX. Ugo Foscolo exaltó El día por su valor moral y Alessandro Manzoni se vio influido por la profundidad de pensamiento y la ética de Parini.
La recopilación Algunas poesías de Ripano Eupilino de 1752, La noche y las últimas Odas tienen un sentimiento clásico que no es meramente idílico o "arcádico", sino que más bien representan una nueva sensibilidad crítico-estética de los valores formales del clasicismo para los que los ideales de belleza y bondad se presentan inseparables.